# Професионална гимназия по селско стопанство „Бузема“
Професионална гимназия по селско стопанство „Бузема“ е професионална гимназия в София, България.
Създадена е през 1941 година под името Българско училище за земеделски и електрически машини и агрегати (БУЗЕМА) като част от петгодишния план за модернизация на селското стопанство на земеделския министър Иван Багрянов. В първите години на колективизация в училището се провеждат интензивни курсове за осигуряване на кадри за създаваните из страната машинно-тракторни станции.
По това време БУЗЕМА е разположено в покрайнините на града и по-късно дава името на възникналия в близост до него жилищен квартал, днес обикновено смятан за част от Овча купел.

## Други
На БУЗЕМА е наречена улица „Буземска“ в квартал „Овча купел“ в София (Карта).